# Mircea Ionuț Axente
Mircea Ionuț Axente (n. 14 martie 1987, Tulcea, Tulcea, România) este un fotbalist român retras din activitate, care a jucat pe post de atacant la echipe ca Poli Timișoara, ASA Târgu Mureș și Dinamo.
În sezonul 2007-2008 a fost împrumutat de FC Timișoara la FCM Reșița. După ce a marcat nouă goluri în prima jumătate a sezonului, a fost readus la club pentru restul stagiunii. În sezonul 2009-2010 a fost din nou împrumutat, de această dată la Oțelul Galați.